# Those Were the Days
Those Were the Days – piosenka przypisywana Gene’owi Raskinowi, który napisał angielski tekst do rosyjskiej pieśni Дорогой длинною („Dorogoj dlinnoju”), skomponowanej przez Borisa Fomina (1900–1948) do słów poety Konstantina Podrewskiego. Tekst nawiązuje do wspomnień z młodości i romantycznych ideałów.
W 1968 utwór ukazał się na singlu Mary Hopkin, wyprodukowanym przez Paula McCartneya. Pomimo konkurencji Sandie Shaw, która wydała singel z tą samą piosenką, wersja Mary Hopkin stała się światowym hitem.
Piosenka była wykonywana także w innych językach. W Polsce znana jest jako „To były piękne dni” w wykonaniu Haliny Kunickiej. Polskie słowa są historią dawnej miłości. Refren jednak często jest przytaczany jako oznaka sentymentu za przeszłością.

## Inne wykonania

### Wersja angielska
- Leningrad Cowboys & Chór Aleksandrowa – „Those Were The Days” 1991
- Cara Jones(inne języki) – „Those Were the Days” na swoim debiutanckim albumie „Different Skies” 1994
- Turisas – „Those Were the Days” na swoim debiutanckim albumie „The Heart of Turisas” 2001
- Dolly Parton – „Those Were the Days” z gościnnym wokalem Mary Hopkin 2005
- Il Folklorista – „Those Were the Days” 2006
- Hermes House Band(inne języki) – „Those Were the Days”
- Leningrad Cowboys – „Those Were the Days”
- Shaggy feat. Nasha – „Those Days” 2007
- Bad Boys Blue – „Those Were the Days” 2008
- Mary Hopkin – „Those Were the Days” 1968
- Bing Crosby – „Those Were the Days” na swoim albumie „Hey Jude/Hey Bing!” 1969

### Wersja niemiecka
- Dunja Rajter(inne języki) – „An jenem Tag mein Freund”
- Paola(inne języki) – „An jenem Tag mein Freund”
- Dalida – „An jenem Tag”

### Wersja włoska
- Gigliola Cinquetti – „Quelli erano giorni”
- Dalida – „Quelli erano giorni”

### Wersja francuska
- Gigliola Cinquetti – „Le temps des fleurs”
- Dalida – „Le temps des fleurs”
- Elena Paparizou – „Le temps des fleurs”
- IMA – „Le temps des fleurs”

### Wersja rosyjska
- Tamara Cereteli
- Aleksandr Wiertinski
- Piotr Leszczenko
- Jurij Morfessi
- Ludmiła Lopato
- Kławdia Szulżenko
- Ludmiła Zykina
- Eduard Chil
- Edyta Piecha
- Nadejda Kadysheva & Zolotoe Kolco – „Дорогой длинною”
- Nani Bregvadze – „Дорогой длинною”
- Oleg Pogudin(inne języki) – „Дорогой длинною”
- Nikolai Erdenko(inne języki) – „Дорогой длинною”
- Vitas – „Дорогой длинною”

### Wersja fińska
- Eija Merilä(inne języki) – „Oi niitä aikoja”
- Päivi Paunu – „Oi niitä aikoja”

### Wersja polska
- Halina Kunicka – „To były piękne dni”
- Halina Młynkowa – „To były piękne dni”
- Venus – „To były piękne dni”
- Violetta Villas – „Znowu ciebie mam” (także jako „To były te dni” i „Wróciłam do ciebie”, I wersja pochodząca z lat 70.)
- Violetta Villas – „Miłością znów żyję” (II wersja pochodząca z lat 90.)
- Wiesława Drojecka – „To były piękne dni”
- Monstrum – „To były piękne dni”

### Wersja instrumentalna
- Paul Mauriat – „Those Were the Days”

### Wersja izraelska (język hebrajski)
- Shuli (Szuli) Natan – „כאלה היו הימים” (kaele haju hajamim)
- Avi Toledano – „כאלה היו הימים” (kaele haju hajamim)

### Wersja serbska
- Sanjalice(inne języki) – „To su bili dani”

### Wersja czeska
- Yvetta Simonova – „Mládí už je to tam” (1969)

### Wersja węgierska
- Dolly Roll – „Ábrándos szép napok”